# Lijst van voetbalinterlands Comoren - Kenia
Deze lijst van voetbalinterlands is een overzicht van alle officiële voetbalwedstrijden tussen de nationale teams van de Comoren en Kenia. De landen hebben tot op heden zes keer tegen elkaar gespeeld. De eerste ontmoeting, een kwalificatiewedstrijd voor de Afrika Cup 2015, werd gespeeld in Nairobi op 18 mei 2014. Het laatste duel, een groepswedstrijd tijdens de COSAFA Cup 2024, vond plaats op 30 juni 2024 in Port Elizabeth (Zuid-Afrika).

## Wedstrijden
| № | Plaats         | Datum            | Competitie                   | Wedstrijd       | Uitslag |
| - | -------------- | ---------------- | ---------------------------- | --------------- | ------- |
| 1 | Nairobi        | 18 mei 2014      | Afrika Cup 2015 kwalificatie | Kenia − Comoren | 1 − 0   |
| 2 | Moroni         | 31 mei 2014      | Afrika Cup 2015 kwalificatie | Comoren − Kenia | 1 − 1   |
| 3 | Marrakesh      | 24 maart 2018    | Vriendschappelijk            | Kenia − Comoren | 2 − 2   |
| 4 | Nairobi        | 11 november 2020 | Afrika Cup 2021 kwalificatie | Kenia − Comoren | 1 − 1   |
| 5 | Moroni         | 15 november 2020 | Afrika Cup 2021 kwalificatie | Comoren − Kenia | 2 − 1   |
| 6 | Port Elizabeth | 30 juni 2024     | COSAFA Cup 2024              | Kenia − Comoren | 0 − 2   |

## Samenvatting
| Competitie              | Totaal gespeeld | Winst Comoren | Gelijk | Winst Kenia | Doelsaldo Comoren – Kenia |
| ----------------------- | --------------- | ------------- | ------ | ----------- | ------------------------- |
| Afrika Cup-kwalificatie | 4               | 1             | 2      | 1           | 4 − 4                     |
| COSAFA Cup              | 1               | 1             | 0      | 0           | 2 − 0                     |
| Vriendschappelijk       | 1               | 0             | 1      | 0           | 2 − 2                     |
| Totaal                  | 6               | 2             | 3      | 1           | 8 − 6                     |

Wedstrijden bepaald door strafschoppen worden, in lijn met de FIFA, als een gelijkspel gerekend.
FCF · Comorees vrouwenelftal

Interlands
Tegenstander:
Angola ·
Botswana ·
Burkina Faso ·
Burundi ·
Centraal-Afrikaanse Republiek ·
Djibouti ·
Egypte ·
Ethiopië ·
Gabon ·
Gambia ·
Ghana ·
Guinee ·
Ivoorkust ·
Jemen ·
Kaapverdië ·
Kameroen ·
Kenia ·
Lesotho ·
Libië ·
Madagaskar ·
Malawi ·
Malediven ·
Mali ·
Marokko ·
Mauritanië ·
Mauritius ·
Mozambique ·
Namibië ·
Oeganda ·
Palestina ·
Seychellen ·
Sierra Leone ·
Swaziland ·
Togo ·
Tsjaad ·
Tunesië ·
Zambia ·
Zimbabwe ·
Zuid-Afrika
KFF · Selecties · Keniaans vrouwenelftal
1926 – 1939 · 
1940 – 1949 · 
1950 – 1959 · 
1960 – 1969 · 
1970 – 1979 · 
1980 – 1989 · 
1990 – 1999 · 
2000 – 2009 · 
2010 – 2019 ·
2020 − 2029
Algerije ·
Angola ·
Australië ·
Bahrein ·
Botswana ·
Burkina Faso ·
Burundi ·
Centraal-Afrikaanse Republiek ·
China ·
Comoren ·
Congo-Brazzaville ·
Congo-Kinshasa ·
Djibouti ·
Egypte ·
Equatoriaal-Guinea ·
Eritrea ·
Ethiopië ·
Gabon ·
Gambia ·
Ghana ·
Guinee ·
Guinee-Bissau ·
India ·
Indonesië ·
Irak ·
Iran ·
Ivoorkust ·
Jemen ·
Jordanië ·
Kaapverdië ·
Kameroen ·
Koeweit ·
Lesotho ·
Liberia ·
Libië ·
Madagaskar ·
Malawi ·
Maleisië ·
Mali ·
Marokko ·
Mauritanië ·
Mauritius ·
Mozambique ·
Namibië ·
Nieuw-Zeeland ·
Nigeria ·
Oeganda ·
Oman ·
Pakistan ·
Qatar ·
Rusland ·
Rwanda ·
Senegal ·
Seychellen ·
Sierra Leone ·
Soedan ·
Somalië ·
Swaziland ·
Taiwan ·
Tanzania ·
Thailand ·
Togo ·
Trinidad en Tobago ·
Tunesië ·
Verenigde Arabische Emiraten ·
Zambia ·
Zimbabwe ·
Zuid-Afrika ·
Zuid-Korea ·
Zuid-Soedan ·
Zwitserland